# Robert Louis Stevenson
Robert Louis Stevenson (1850-1894) là một nhà văn người Scotland, người đã sáng tác nhiều tác phẩm văn học nổi tiếng trong đó có tiểu thuyết Đảo giấu vàng và Bác sĩ Jekyll và ông Hyde. Stevenson sinh tại Edinburgh Scotland trong một gia đình trí thức. Ông được nhiều người mến phục về tinh thần phấn đấu chống lại bệnh tật với sự vui vẻ và lòng can đảm, vợ ông là người đã đem đến cho ông nghị lực và cảm hứng để viết văn.
Trong khoảng mười bảy năm, ông đã viết được bốn cuốn khảo luận, bảy cuốn tiểu thuyết, năm tập truyện hoang đường, hai tập truyện phiêu lưu tại biển Nam, ba tập thơ, năm cuốn tiểu truyện về du lịch và địa thế học, một cuốn lịch sử chính trị và một số tài liệu khác được in ra sau khi ông chết. Ông sáng tác tập trung vào các thể loại truyện ngắn, tiểu thuyết, thơ, khảo luận.

## Tác phẩm

### Tiểu thuyết
- The Hair Trunk or The Ideal Commonwealth (1877)
- Treasure Island (Đảo giấu vàng, 1883)
- Prince Otto (Hoàng tử Otto, 1885)
- Strange Case of Dr Jekyll and Mr Hyde (Bác sĩ Jekyll và ông Hyde, 1886)
- Kidnapped (Bị bắt cóc, 1886)
- The Black Arrow: A Tale of the Two Roses (Mũi tên đen, 1888)
- The Master of Ballantrae: A Winter's Tale (1889)
- The Wrong Box (1889), cùng với Lloyd Osbourne
- The Wrecker (1892), cùng với Lloyd Osbourne
- Catriona (1893)
- The Ebb-Tide (Thủy triều xuống, 1894), cùng với Lloyd Osbourne
- Weir of Hermiston (Đập nước Hermiston, 1896), dang dở
- St Ives: Being the Adventures of a French Prisoner in England (1897), dang dở

### Du ký, sách du kịch
- An Inland Voyage (1878)
- Edinburgh: Picturesque Notes (1878)
- Travels with a Donkey in the Cévennes (1879)
- The Old and New Pacific Capitals (1882)
- The Silverado Squatters (1883)
- Across the Plains (1892)
- The Amateur Emigrant  (1895)
- Essays of Travel (Tiểu luận du lịch, 1905)

### Tập truyện ngắn
- New Arabian Nights (1882)
- More New Arabian Nights: The Dynamiter (1885), cùng với Fanny Van De Grift Stevenson
- The Merry Men and Other Tales and Fables (Những người vui tính và những câu chuyện khác, 1887), 6 truyện
- Island Nights' Entertainments (1893), 3 truyện dài
- Fables (Ngụ ngôn, 1896), 20 truyện
- Tales and Fantasies (1905)

### Tập thơ
- A Child's Garden of Verses (Vườn thi ca của một đứa trẻ, 1885)
- Underwoods (Những khóm cây thấp, 1887)
- Ballads (Những bài ballad, 1891)
- Songs of Travel and Other Verses (1896)

### Các tác phẩm khác
- Virginibus Puerisque, and Other Papers (1881), tập tiểu luận
- Familiar Studies of Men and Books (1882), khảo luận
- Memories and Portraits (Hồi ức và chân dung, 1887), tập tiểu luận
- On the Choice of a Profession (1887)
- Memoir of Fleeming Jenkin (Hồi ức về Fleeming Jenkin, 1888), tiểu sử
- Father Damien: an Open Letter to the Rev. Dr. Hyde of Honolulu (1890)
- Vailima Letters (Những bức thư ở Vailima, 1895)
- Essays in the Art of Writing (Tiểu luận về nghệ thuật viết văn, 1905)
- The New Lighthouse on the Dhu Heartach Rock, Argyllshire (1995)
- Sophia Scarlet (2008)

## Bí quyết sống
Ông đã đưa ra những bí quyết để duy trì được thái độ tích cực:
- Hạnh phúc hay không là do bạn quyết định. Học cách tìm những niềm vui trong những điều đơn giản.
- Biến đổi được hoàn cảnh của bạn. Không ai sở hữu mọi thứ, và mọi người đều phải trải qua những niềm vui hòa lẫn nỗi buồn trong cuộc sống. Bí kíp ở đây chính là biến cho nụ cười "nặng ký" hơn nước mắt.
- Đừng quá quan trọng hóa vấn đề. Đừng áy náy rằng bạn đã tìm cách tránh được rủi ro nhưng nó lại xảy ra với người khác.
- Bạn không thể làm hài lòng tất cả mọi người. Do đó đừng để những lời chỉ trích phê bình khiến bạn buồn lòng.
- Đừng để người khác đưa ra mục tiêu cho cuộc đời bạn. Hãy là chính mình.
- Làm những gì bạn thích nhưng với điều kiện tránh xa nợ nần.
- Đừng bao giờ rước hoạ vào thân, vì đó là "món nợ ảo", thường khó gánh hơn khoản nợ có thực.
- Căm ghét là thuốc độc của tâm hồn, do đó đừng "nuôi dưỡng" lòng ghen tị, hận thù, đố kỵ.
- Theo đuổi nhiều niềm đam mê. Nếu bạn không di du lịch được, hãy đọc hiểu về những nơi chốn mới.
- Không hối tiếc. Đừng mất thời gian nghiền ngẫm những nỗi đau hay lỗi lầm. Đừng biến mình thành người ủy mị đến mức không bao giờ đủ sức vượt qua nỗi đau.
- Giúp đỡ những người ít may mắn hơn bạn với hết khả năng mình.
- Hãy giữ mình luôn bận rộn. Một người bận rộn không có thời gian để buồn.

## Danh ngôn
| “                        | Một người bạn là một món quà mà bạn tặng cho chính bản thân mình | ” |
| — Robert Louis Stevenson |                                                                  |   |

| “                        | Phần lớn sự khôn ngoan của chúng ta hình hành là để lợi dụng những người tầm thường, khiến họ thoái chí khỏi những tham vọng và an ủi họ trong sự tầm thường | ” |
| — Robert Louis Stevenson | |   |